# Odontosyllis phosphorans
Odontosyllis phosphorans är en ringmaskart som först beskrevs av Ehrenberg 1835.  Odontosyllis phosphorans ingår i släktet Odontosyllis och familjen Syllidae. Inga underarter finns listade i Catalogue of Life.